# Batesburg-Leesville
Batesburg-Leesville is een plaats (town) in de Amerikaanse staat South Carolina, en valt bestuurlijk gezien onder Lexington County en Saluda County.

## Demografie
Bij de volkstelling in 2000 werd het aantal inwoners vastgesteld op 5517.
In 2006 is het aantal inwoners door het United States Census Bureau geschat op 5610, een stijging van 93 (1,7%).

## Geografie
Volgens het United States Census Bureau beslaat de plaats een oppervlakte van
19,2 km², waarvan 19,0 km² land en 0,2 km² water.

## Plaatsen in de nabije omgeving
De onderstaande figuur toont nabijgelegen plaatsen in een straal van 20 km rond Batesburg-Leesville.